# Премия «Мустафа»
Премия «Мустафа» — награда в области науки и технологий, присуждаемая ведущим исследователям и ученым из стран-членов Организации исламского сотрудничества (ОИС). Премия присуждается ученым исламского мира как один из символов научного превосходства в знак признания выдающихся ученых и пионеров научно-технического сотрудничества и развития в мире. Премия, медаль и диплом в области науки и технологий в размере 500 000 долларов США вручаются мусульманским исследователям и ученым, независимо от того, живут ли они в странах с мусульманским большинством или где-либо ещё, а также немусульманским ученым в мусульманских странах. В 2016 году научный журнал назвал эту премию мусульманской Нобелевской.
Премия «Мустафа» проводится раз в два года во время Недели исламского единства в Иране. Премия присуждается в четырёх категориях: «Информационные и Коммуникационные науки и Технологии», «Жизнь и Медицинские науки и Технологии», «Нанонаука и Нанотехнология» и «Все области науки и техники». Эти области включают следующие области образования ЮНЕСКО: естественные науки, математику и статистику; информационные и коммуникационные технологии; инжиниринг, производство и строительство; сельское хозяйство, лесоводство, рыболовство и ветеринария; здоровье и благосостояние, а также когнитивная наука, исламская экономика и банковское дело.
Фонд «Мустафа» по науке и технологиям стремится поощрять образование и исследования и призван играть ведущую роль в развитии региональных отношений между научно-техническими учреждениями, работающими в государствах-членах Организации исламских стран.
Таким образом, приз присуждается работам, которые, как считается, улучшили человеческую жизнь и сделали ощутимые и передовые инновации на границах науки или представили новую научную методологию.
Фонд «Мустафа» сохраняет независимость в достижении своих целей, принимая некоммерческий подход. Таким образом, чтобы финансировать Премию Мустафы и развивать науку и технологии в исламском мире, пользуясь традицией благотворительности (вакф), Фонд науки и технологий Мустафы стремился привлечь, организовать и направить ресурсы, предоставляемые благотворителями в наука и технология. Как часть общины Хадем аль-Мустафа, эти благотворители вносят свой вклад посредством научного обета и научного вклада в науку и технологии.
В рамках каждого раунда Премии Мустафы во время Недели Премии «Мустафа» проводятся и другие научные мероприятия. Эти побочные программы, которые направлены на расширение сетей, аккредитацию, наращивание потенциала и формирование дискуссий среди ученых из исламского мира, включают программы обмена наукой и технологиями (STEP) и ознакомление отраслей с достижениями науки (EISA).
Другие программы, проводимые с теми же целями в разное время, — это Научный конкурс KANS и Студенческий конкурс Noor.
Фонд науки и технологий «Мустафа» также сформировал несколько комитетов для организации Премии «Мустафа». Эти комитеты проводят регулярные встречи для обсуждения различных аспектов премии и программ. Политический совет Премии Мустафы, которому поручено контролировать различные процедуры мероприятия, состоит из ведущих университетов и академических центров стран-членов ОИК. В 2017 году секретарь политического совета премии Мустафы подчеркнул, что у организации нет официальных политических отношений с какой-либо страной. Консультативный совет MSTF состоит из добровольцев высокого ранга из академических кругов, должностных лиц государственного сектора, технологов и бизнес-лидеров из исламского сообщества, которые будут консультировать и рекомендовать MSTF на стратегическом уровне и помогать ему в достижении его целей путем повышения осведомленности общественности и сбора средств, и сети. Другими сообществами, созданными для достижения целей Фонда Мустафы, являются Клуб Сафира Аль-Мустафы, Сообщество волонтеров Премии Мустафы, Художественный музей Мустафы, Сеть лабораторий MSTF и инновационные лаборатории MSTF. Природа истолковала учреждение премии как растущее значение отечественной науки в Иране и развитие научного сотрудничества и обмена с другими странами.

## Цели
Премия «Мустафа» платформа, на которой ведущие ученые и инженеры-новаторы из стран-членов ОИК представляют свои достижения миру.
Он направлен на улучшение научных отношений между учеными и исследователями, чтобы способствовать развитию науки в государствах-членах ОИК. ОИК — вторая по величине межправительственная организация после Организации Объединённых Наций, в которую входят около шестидесяти стран-членов на четырёх континентах. Фонд Мустафы намерен чествовать ученых исламского мира и ценить их усилия, а также готовить будущих ученых по всему миру.
MSTF пытается развивать сотрудничество, синергию и конвергенцию в сфере современной науки и новых технологий, а также прилагает усилия для создания выдающихся деятелей науки и техники для подражания. Премия Мустафы направлена на поощрение и поощрение исследований в мусульманских обществах путем выявления, представления и похвалы ведущих деятелей науки и техники в исламском мире.
Кроме того, MSTF направлен на выявление выдающихся ученых исламского мира и извлечение выгоды из их потенциала для благополучия человечества, повышение осведомленности общественности в области науки и технологий, улучшение динамики образовательной и исследовательской атмосферы для студентов, поощрение научного сообщества к использованию научные открытия для решения социальных проблем, поддержки создания научных сетей в исламском мире и развития научных центров научно-технического сотрудничества на международном уровне.
Комитет по присуждению премии Мустафы подчеркнул, что эта награда послужит маяком для других исламских исследователей, чтобы они могли проводить качественные и эффективные исследования. Комитет далее заявил, что «ОИК и другие развивающиеся страны должны изменить парадигму, чтобы снова стать сообществом, которое ценит знания и становится опытным в использовании и развитии науки и технологий для повышения своего социально-экономического благосостояния, а также благосостояния человечества».

## Номинации
По первым трем категориям: «Информационные и Коммуникационные науки и Технологии», «Жизнь и Медицинские науки и Технологии» и «Нанонаука и Нанотехнология» кандидаты должны быть гражданами одной из 57 исламских стран без ограничений по религии, полу и / или возрасту. Однако в категории «Все области науки и техники» могут быть номинированы только мусульмане без ограничений по гражданству, полу и / или возрасту.
- Выдвижение на Премию «Мустафа» не допускается лично, и научные работы должны быть представлены в Секретариат Премии через учреждения-кандидаты или всемирно известными учеными и исследователями.
- Номинации на премию «Мустафа» основываются на выдающихся теоретических или прикладных научных достижениях.
- Выдающиеся ученые и исследователи, известные на мировом уровне, также могут номинировать работы в секретариат.
- По каждой работе в секретариат следует направлять отдельную форму заявки.
- В настоящее время секретариатом одобрено около двухсот учреждений-кандидатов.

Кандидаты могут быть выдвинуты только одним из следующих научных учреждений и известных ученых: — Аккредитованные научные центры и университеты — Научно-технические ассоциации и центры передового опыта — Академии наук исламских стран — Научные и технологические парки. Объявление о выдвижении на премию «Мустафа» рассылается учреждениям до присуждения премии, в которой устанавливается крайний срок для представления их работ.

## Категории

### Жизнь и Медицинские науки и Технологии
Наше понимание и знание основных структур, формирующих жизнь на планете, претерпели огромные изменения за последние полвека. Новые области биологических наук, включая генетику, молекулярную биологию, неврологию и т. д. улучшили наше восприятие функций живых систем.
Знания не ограничиваются теоретическими открытиями в мире науки, а также оказали большое влияние на благосостояние и здоровье людей, предоставив реальные решения.
Премия «Мустафа» будет присуждена лучшим работам в областях и приложениях, связанных с биомедицинскими науками и технологиями, которые оказали долгосрочное влияние на наше восприятие жизни и то, как она улучшила качество жизни человека.

### Информационные и Коммуникационные науки и Технологии
Достижения, достигнутые в области информации и коммуникации Наука и технологии были настолько огромными в нашей жизни в последние десятилетия, что жить без них почти невозможно.
Именно в свете этих наук и технологий мы живем в более чувствительной и умной среде, позволяющей нам взаимодействовать с окружающими инструментами и объектами.
Теперь мы связаны с миром со всех уголков планеты, что позволяет нам быть в курсе всего, что нам нужно, и представлять то, чего мы достигли.
Премия «Мустафа» присуждается работе, которая своими открытиями сыграла важную роль в развитии этих областей науки во всем мире или проложила путь к эффективному глобальному общению или позитивным изменениям в образе жизни людей.

### Нанонаука и Нанотехнология
За последние несколько десятилетий исследователи изучили обычные свойства веществ, чтобы придать им новые свойства. Новая возможность, по сути, является результатом манипулирования свойствами в мельчайших масштабах, вплоть до молекул и атомов веществ и живых клеток. Поразительный прогресс открыл новые разделы в теоретических и прикладных междисциплинарных исследованиях, которые, в случае дальнейшего развития, могут помочь другим отраслям науки развиваться в различных частях мира.
Чтобы расширить нано-науку и нанотехнологию и раскрыть возможности, заложенные в этой довольно молодой области науки, премия «Мустафа» будет присуждена новаторской инициативе, которая расширяет наши знания о супрамолекулярном масштабе и приносит пользу человеческому обществу.

### Все области науки и техники
Многие исследователи во всем мире своими инновациями и открытиями помогают прогрессу в различных областях науки и улучшению жизни человека.
Премия присуждается за высшие научные достижения, которые сыграли значительную роль в жизни человека или расширили границы нашего восприятия мира.
Все вышеперечисленные области включают следующие области образования ЮНЕСКО: естественные науки, математику и статистику; информационные и коммуникационные технологии; инжиниринг, производство и строительство; сельское хозяйство, лесоводство, рыболовство и ветеринария; здоровье и благосостояние, а также когнитивные науки и исламская экономика и банковское дело.

## Премия «Мустафа» 2015 года
Первый тур Премии «Мустафа» прошёл 25 декабря 2015 года во время Недели исламского единства в Тегеранском зале Вахдат, в котором приняли участие более 60 высокопоставленных гостей из 28 стран, а также высокопоставленные официальные лица, политики и знаменитости Ирана. В этом инаугурационном раунде только две из четырёх категорий были признаны имеющими выдающиеся номинации. Таким образом, два специалиста по нанобиологии получили Премию «Мустафа»: Джеки Инь, исполнительный директор Института биоинженерии и нанотехнологий (IBN) A * STAR в Сингапуре, и Омар Ягхи, содиректор Института нано-наук Кавли при Калифорнийском университете, Беркли. Джеки Инь был удостоен награды «высшее научное достижение» за большой объём работ, включая наночастицы, доставляющие инсулин пациентам с диабетом. Омар Ягхи получил приз за разработку и производство классов соединений, известных как металлоорганические каркасы (MOF), цеолитовые имидазолатные каркасы (ZIF) и ковалентные органические каркасы (COF).
Лауреаты Премии «Мустафа» 2015 были представлены короткометражным документальным фильмом и выступили после получения медалей и грамот. Затем они приняли участие в нескольких встречах на следующий день после основной церемонии и рассказали о своих достижениях. Омар Ягхи в своем обращении на церемонии награждения заявил: «Для меня большая честь получить Премию „Мустафа“. Благодарю членов политического совета за приз. Я родился в Иордании и начал рисовать молекулярные структуры, когда мне было 10 лет. С тех пор эта любовь была со мной». Он подчеркнул важность предоставления ученым свободы пережить неудачи и найти свой собственный путь к научному успеху. Позже Джеки Инь объявила, что намерена использовать часть призовых денег, чтобы заинтересовать больше студентов наукой, например, посредством поездок по обмену в известные зарубежные научные учреждения и в более оснащенные школьные лаборатории. Она также сказала, что начнет свои усилия в своей alma mater Raffles Girls 'School, школе, которую она посещала, когда была моложе. Хоссейн Зохур, председатель научного комитета Премии «Мустафа», в своем выступлении заявил, что работа Джеки Инга является выдающимся научным вкладом с большими перспективами для улучшения качества жизни человечества, поскольку она способствует разработке реагирующих на стимулы полимерных наночастиц, которые доставляют инсулин пациентам с диабетом только при высоком уровне глюкозы в крови, без необходимости внешнего мониторинга глюкозы в крови.
На пресс-конференции перед церемонией награждения Мехди Сафариния, секретарь Совета по выработке политики Премии «Мустафа», объявил, что премия "была одобрена Высшим советом культурной революции (ВСКАР) в качестве выдающегося символа науки и техники в исламском мире в 2012 году, а его стратегии и политика изучались в течение последних 3 лет, в результате чего в этом году был проведен первый раунд ". Студенческий конкурс под названием «Свет конкурса фильмов Ибн аль-Хайсама» также был проведен в рамках первого тура Премии «Мустафа» 2015 года. Конкурс был назван так после того, как ЮНЕСКО провозгласила 2015 год Международным годом света и световых технологий (IYL 2015) и мусульманский ученый Ибн Аль-Хайтам. В этом конкурсе приняли участие более 9000 студентов, цель которого — повысить осведомленность иранских студентов о достижениях этого ученого и его оптике.

## Премия «Мустафа» 2017 года
Вторая премия «Мустафа» была проведена 3 декабря 2017 года, в годовщину дня рождения пророка Мухаммеда в зале Вахдат в Тегеране, Иран, с участием более шестидесяти видных ученых и ученых из исламских стран. Награду получили два эксперта по информатике, иранец и турецко-французский. Сами Эрол Геленбе был удостоен премии «Мустафа» за новаторское исследование «Моделирование и оценка производительности компьютерных систем». Он изобрел случайную нейронную сеть и одноимённые G-сети или сети Геленбе в качестве модели для систем массового обслуживания. Мохаммад Амин Шокроллахи также получил премию «Мустафа» за свою работу «Связь: коды хищников». Самый совершенный в мире код прямого исправления ошибок (FEC) для сетей передачи данных, коды Raptor, изобретенные Шокроллахи в 2001 году, обеспечивают защиту от потери пакетов путем отправки дополнительных данных восстановления, используемых для восстановления «стертых» или «потерянных» данных.
Что касается значимости Премии «Мустафа», Шокроллахи сказал, что «все указывает на то, что она станет главной наградой в соответствии с крупнейшими наградами, присуждаемыми в мире науки». Геленбе также считал, что премия может «восстановить связи во всем мусульманском мире». Он также сказал: "Я удивлен и для меня большая честь получить эту награду. Я никогда не был в Иране раньше, и это обещает быть потрясающим первым визитом. У меня всегда была страсть к фундаментальным исследованиям математических основ компьютеров, связи и системы, которые приводят к созданию более совершенных систем и улучшают их использование и производительность, и это то, что двигало мной на протяжении многих лет, поэтому приятно получать такую награду".
По словам главы Научного комитета премии «Мустафа» 2017 года Хасана Зохура, номинанты были выбраны среди 700 мусульманских ученых, 200 научных институтов
и организаций исламского мира. Кроме того, 363 международных института, 51 исламская страна и 1622 ученых из 28 стран приняли участие в процессе номинации на Премию «Мустафа» 2017 года. Среди основных критериев, принимаемых во внимание при оценке работ, была заметная роль ученых, владеющих хотя бы одной специальной научной работой и региональным, а также глобальным влиянием.
Более 400 физических и юридических лиц финансировали Фонд Мустафа, чтобы сделать его крупнейшим в мире исламским фондом в области развития науки и технологий. Перед церемонией Махди Сафариния, секретарь Премии «Мустафа», подчеркнул важность процесса создания и работы Фонда и отметил, что около 400 руководителей пожертвовали фонд, чтобы сделать его крупнейшим в мире исламским фондом в области развития науки и технологий. Сафарния также охарактеризовала миссию MSTF как поддержку и развитие науки и технологий во всем мире, улучшение областей международного сотрудничества в области науки и технологий и закладку основы для восстановления Золотого века Ислама, принося пользу и расширяя возможности других государств».
Сорена Саттари, иранский вице-президент и председатель политического совета Премии «Мустафа», вручила лауреатам медаль «Мустафа», диплом и 500 000 долларов США и табличку с благодарностью Фонда, заявив, что Геленбе и Шокроллахи были удостоены награды за их достижения в области систем оценка в моделировании и компьютерном кодировании. Ромен Мурензи, исполнительный директор Всемирной академии наук по развитию науки в развивающихся странах (TWAS), назвал лауреатов ролевыми моделями для общества, которые постоянно изображают напряженные усилия по выполнению социальных обязательств и представлению соответствующих символов драгоценного мира в обществе. Именно они также играют важную роль в расширении научных границ в интересах общественного благосостояния». Он также сказал, что премия «Мустафа» создала основу для «творческих студентов» для решения проблем общества, что сотрудничество исламских ученых в области науки и технологий расширяет возможности исламского мира в целом и что синергия науки и технологий, как во времена золотая эра исламской цивилизации, безусловно, принесёт человечеству значительный прогресс».
Третья программа обмена наукой и технологиями (STEP) также была проведена во время Недели премии «Мустафа» в 2017 году в Тегеране в 10 университетах Ирана с участием 90 ученых из 30 стран. Дальнейшие научно-технические конференции, которые проводились в Иране и Малайзии в 2015 и 2016 годах в рамках программ Фонда Мустафа, также были проведены во время Недели Премии «Мустафа» в 2017 году.

## Премия «Мустафа» 2019 года
Третья церемония вручения Премии «Мустафа» состоялась 11 ноября 2019 года в Тегеранском зале Вахдат с участием представителей более 30 мусульманских стран и более 100 ученых и академиков со всего мира. Двести два исследовательских центра и 512 ученых из 52 стран были приглашены для подачи проектов, а 1649 участвовали в процессе номинации. В результате 800-часовой оценки 500 членов жюри из 200 университетов и 35 стран приз Мустафа был присужден пяти иранским и турецким ученым.
В области жизни и медицинской науки и техники, премия «Мустафа» 2019 был поделен между Угур Сахин, турецким профессором экспериментальной онкологии и основатель TRON GmbH, Mainz, Германией, и Али Хадемхоссеини, иранским профессором в Университете Калифорнии - Лос-Анджелес, который является многопрофильным профессором в области биоинженерии, радиологии, химической и биомолекулярной инженерии. Сахин получил награду за свою основополагающую работу по индивидуализированной иммунотерапии рака, в частности за разработку и клиническое тестирование вакцин на основе мРНК, адаптированных к профилю мутации каждого пациента. Али Хадемхоссейни получил награду за свою работу над созданными нано- и микрогелями для биомедицинских приложений. В области «Все области науки и техники» премию разделили ещё три ученых: Умран Инан, турецкий ученый, заслуженный профессор Стэнфордского университета и глава Университета Коч; Хоссейн Бахарванд, иранский профессор Роянского института; и Мохаммад Абдолахад, преподаватель Тегеранского университета.
Инан получил премию за свою работу по взаимодействию вистлеровской волны с частицами в околоземном космическом пространстве и электродинамической связи между световыми разрядами и верхними слоями атмосферы. Бахарванд был удостоен премии за свою работу по лечению болезни Паркинсона и ВМД глаза с помощью стволовых клеток. Абдолахад получил награду за перевод поведения здоровых и раковых клеток в электронное поле (новые методы диагностики рака).
Номинанты этого раунда Премии «Мустафа» были выбраны на основании выдающейся работы или услуг, которые важны в области здоровья, безопасности и благополучия общества. Работы были в актуальном состоянии и коммерциализированы или находились в процедуре коммерциализации. Вице-президент Ирана Сорена Саттари, вручая премию «Мустафа» пяти лауреатам, заявил, что достижения Ирана связаны с инвестициями в его молодежь, а не только с его доходами от нефти. Сорена Саттари также выступила с речью, в которой заявил, что «взаимодействие науки и технологий - это прочные связи, которые не имеют ничего общего с правительствами и политическими событиями в мире». Он также заявил, что расширение научного взаимодействия будет способствовать укреплению отношений между странами, молодежью и правительствами и что расширение участия женщин в сфере науки и технологий является одной из целей Премии «Мустафа».
В церемонии приняли участие ведущие мусульманские ученые, которые представили свои влиятельные работы в области науки и техники. Далее Али Акбар Салехи, глава Организации по атомной энергии Ирана; На церемонии присутствовали глава Академии медицинских наук Алиреза Маранди, а также некоторые иранские законодатели.

## Критерии
Представленным работам не должны были быть присуждены какие-либо другие международные премии. Жюри, состоящее из семи известных исследователей и ученых, рассматривает работы и выбирает одну по следующим критериям:

### Отличительные особенности работы
Работа должна быть особенно новаторской и выдающейся; она должен иметь конкретные приложения и ощутимые результаты с указанием причин её значимости.

### Влияние работы
Работа должна привести к расширению границ знаний; она также должна иметь большое региональное или глобальное влияние. Её результаты должны быть опубликованы либо в форме научной теории, либо иметь потенциал для производства и создания богатства. Более того, она должна оказывать заметное влияние на экономику, культуру, общество, здоровье, окружающую среду и/или общественное благосостояние. Работа также должна участвовать в удовлетворении научных и технологических потребностей и решении социальных проблем.

### Владелец работы
Владелец работы (кандидат) должен иметь высокий научный профиль и хорошую репутацию. Это проявляется в количестве и качестве его публикаций, инноваций, патентов и т. д. Кандидат также должен обладать новаторским и целостным научным духом.

## Церемония награждения
Церемония награждения всех предыдущих туров Премии «Мустафа» проходит в Тегеранском зале Вахдат с участием ученых со всего мира.

## Мемориал
Эта премия названа в честь одного из прозвищ Мухаммеда, который всегда делал упор на образование и обучение. «Мустафа» означает «Избранный». Лауреаты Премии «Мустафа» получают 500 000 долларов США, а также медаль с гравировкой и диплом в каждой категории. 97-процентная серебряная медаль покрыта 22-каратным золотом, что составляет 3 процента её веса. На медали выгравирован логотип премии, год присуждения медали и категория, за которую присуждается премия.

## Секретариат
Политический совет премии будет контролировать процедуру присуждения премии лауреатам. Членами совета по разработке политики являются организации, связанные с ОИК, и ряд ведущих академических институтов государств-членов, таких как Академия наук Исламского мира, Исламский банк развития, Академия наук Иран И. Р., Тегеранский университет, Технологический университет Шарифа, Малайский университет, Университет Карачи и некоторые другие важные академические учреждения. Технологический парк Пардис, расположенный в Тегеране, является одним из подразделений заместителя президента Ирана по науке и технологиям и отвечает за создание секретариата Премии «Мустафа». Секретариат отвечает за административные вопросы мероприятия, в том числе за подачу заявок, заявки, организацию финальной церемонии и управление брендом приза.

## Дарование
Призовой фонд Премии «Мустафа» финансируется за счет пожертвований. Благотворительный фонд Премии «Мустафа» принимает пожертвования от всех людей, заинтересованных в содействии развитию науки и технологий. Деньги, полученные в виде пожертвований, в дополнение к финансированию призовых денег (2 миллиона долларов США) будут использованы для финансовой поддержки научных исследований в смежных областях и поддержки межправительственных программ по развитию технологий в государствах-членах ОИК. Кроме того, Исламский банк развития будет строить торговый центр в Тегеране, который станет одним из крупнейших на Ближнем Востоке, и пожертвует свою деятельность на приз.